# Фехиме-султан
Фехиме́-султа́н (тур. Fehime Sultan; 1875 год, Стамбул — 15 сентября 1929 года, Ницца) — вторая дочь османского султана Мурада V от его четвёртой жены Мейлисервет Кадын-эфенди.
Рождение Фехиме держали втайне до восшествия Мурада на престол, поскольку султан Абдул-Азиз запрещал наследнику иметь больше одного ребёнка. После недолгого правления отца Фехиме оказалась в ссылке в Чырагане, откуда смогла выйти только в 1901 году, чтобы выйти замуж. Супругом султанши стал Галип-бей, происходивший из семьи среднего класса. Попав под влияние старшей сестры Хатидже-султан, Фехиме влюбилась в женатого мужчину и развелась с Галипом. Второй брак с отставным военным Махмуд-беем был вполне счастливым, пока супруги проживали в Стамбуле. Однако после того, как Фехиме в 1924 году попала в списки принудительной депортации и супруги уехали в Ниццу, Махмуд обманом забрал все деньги и сбежал, оставив жену в нищете. Фехиме умерла от туберкулёза, однако место её погребения неизвестно.

## Биография
Фехиме родилась по разным данным 3 июля, 4 июля или 2 августа 1875 года в семье османского султана Мурада V и его четвёртой жены Мейлисервет Кадын-эфенди. Фехиме была единственным совместным ребёнком своих родителей, однако она была второй дочерью и третьим ребёнком Мурада; в общей сложности у Фехиме было шестеро единокровных братьев и сестёр от других браков отца. Фехиме родилась, когда Мурад был ещё наследником престола, и, вероятно как и в случае с её старшей единокровной сестрой Хатидже-султан, существование Фехиме держалось в тайне вплоть до восшествия её отца на престол, поскольку правивший тогда султан Абдул-Азиз в 1869 году запретил своим совершеннолетним племянникам иметь больше одного ребёнка.
Мурад V пробыл султаном всего 93 дня. Фехиме в этот период был всего один год, после чего она вместе с семьёй оказалась в заключении во дворце Чыраган. Фехиме с сёстрами Хатидже и Фатьмой воспитывали под надзором отца. Турецкий историк Недждет Сакаоглу описывает Фехиме как весьма противоречивую натуру: она не была красивой, но считала себя таковой и всегда жаждала похвалы от окружающий; она не любила читать, не была такой же умной, живой и весёлой как Хатидже, однако была внимательной, серьёзной и одновременно наивной. По этой причине Мурад V уделял образованию Фехиме-султан особое внимание: в частности, её обучали нотной записи, игре на фортепиано и французскому.
Когда Фехиме достигла брачного возраста, кандидатов на её руку не было. Тогда Фехиме с сестрой Хатидже сообщила дяде-султану Абдул-Хамиду II, что хочет выйти замуж и создать свою семью. После этого их обоих в 1901 году по приказу султана забрали из дворца с условием, что больше они туда никогда не вернутся, и поселили во дворце Йылдыз. Фехиме-султан была настолько далека от внешнего мира, что испугалась лошадей, запряженных в экипаж, который должен был доставить их из Чырагана в Йылдыз.

### Первый брак
Для этой своей 26-летней племянницы Абдул-Хамид II выбрал Галип-бея — выпускника лицея Мюлькие, представителя «бендегян» (капыкулу), сына своего приближённого Тевфик-бея, на которого мог положиться. Галип не был ровней султанше: его семья была среднего класса и поднялась благодаря государственной службе. Жених сразу же получил титул визиря и был назначен членом Государственного совета. Двойная свадьба племянниц Абдул-Хамида II Фехиме и Эмине-султан, дочери Абдул-Азиза, прошла во дворце Йылдыз 12 сентября 1901 года. Для Фехиме во дворце в Ортакёе были выделены и полностью обставлены покои. В день проводов невесты в дом мужа эти покои наполнились придворными из дворца Йылдыз, из покоев шехзаде и различными приглашёнными из государственных особняков. «Церемония сидения» была проведена на среднем этаже. Жених и невеста прошли между двумя рядами приглашённых и поднялись наверх. Хазнедар (казначей) и служанки-калфы разбрасывал деньги вокруг Галипа-паши, который на верхнем этаже усадил Фехиме на подготовленный для неё трон. Придворный оркестр на протяжении всей церемонии играл в саду, а вечером на первом этаже для приглашённых были накрыты столы. Для Фехиме это торжество было омрачено лишь тем фактом, что на праздник не были приглашены ни отец, ни мать девушки.
Брак Фехиме-султан и Галипа-паши, поселившихся в покоях во дворце в Ортакёе, оставался бездетным. К тому же, со временем Фехиме попала под влияние старшей сестры Хатидже-султан и, гуляя в экипаже в местах для пикников, она влюбилась в Махмуд-бея, бывшего офицера, который был женат и имел детей. Собираясь заключить брак с любимым, Фехиме-султан развелась с Галипом-пашой, по разным данным, 4 ноября 1908 года или же в 1910 году.

### Второй брак
Как только Махмуд-бей развёлся с первой женой, Фехиме сразу же вышла за него замуж. Произошло это, по данным османиста Энтони Олдерсона, 5 июня 1910 года. К этому моменту её сестра Хатидже-султан со скандалом была разведена с первым мужем. Сакаоглу отмечает, что таким образом в атмосфере свободы, последовавшей за провозглашением Второго Конституции, обе выказали свою реакцию дяде и словно провозгласили, что были несчастны; кроме того, вероятно, обе они попали под влияние новых культурных веяний и феминизма, который стал распространяться среди городских жительниц.
Жизнь Фехиме-султан и Махмуд-бея в Стамбуле была счастливой, но во времена оккупации возникли слухи, что супруги сотрудничают с англичанами, поскольку дворец, в котором они жили, был открыт для англичан. В 1924 году после падения султаната Фехиме попала в списки принудительной депортации. Супруги продали всё, что имели, и с довольно внушительной суммой денег выехали сначала в Вену, а оттуда — в Ниццу; по другим данным, супруги сразу уехали в Ниццу. Заграницей Фехиме открылось истинное лицо её мужа: он взял все деньги, которые они привезли с собой, для открытия магазина, и исчез с ними. Фехиме-султан, жившая в одной комнатушке со служанкой из Абиссинии, осталась ни с чем. В Ницце в изгнании пребывал и последний османский халиф Абдулмеджид-эфенди, однако он судьбой своих родственниц не интересовался. Абиссинская служанка Фехиме-султан осталась верна ей и, чтобы заботиться о своей хозяйке, попрошайничала на улицах города, однако и это продлилось недолго.
К 1929 году Фехиме была тяжело больна туберкулёзом. Она умерла в нищете 15 сентября 1929 года в Ницце. Место её погребения неизвестно.